# Kosmos 2026
Kosmos 2026, sovjetski vojni navigacijski i komunikacijski satelit iz programa Kosmos. Vrste je Parus.
Lansiran je 7. lipnja 1989. godine u 05:12 s kozmodroma Pljesecka, s mjesta 132/2. Lansiran je u nisku orbitu oko planeta Zemlje raketom nosačem Kosmos-3M 11K65M. Orbita mu je 952 km u perigeju i 1010 km u apogeju. Orbitne inklinacije je 82,94°. Spacetrackov kataloški broj je 20045. COSPARova oznaka je 1989-042-A. Zemlju obilazi u 104,71 minutu. Pri lansiranju bio je mase 825 kg. 
Iz misije je ostao još jedan dio koji je ostao kružiti u niskoj orbiti. 

## Vanjske poveznice
- N2YO.com Search Satellite Database (engl.)
- Celes Trak SATCAT Format Documentation (engl.)
- Kunstman  Arhivirana inačica izvorne stranice od 12. kolovoza 2019. (Wayback Machine) Satellites in Orbit (engl.)